# Daniel Rossel
Daniel Rossel (Ukkel, 24 juli 1960) is een Belgisch voormalig professioneel wielrenner. Hij reed voor onder meer Lotto-Merckx en Transvemij. Rossel won in 1978 de Ronde van Vlaanderen voor junioren en in 1984 een etappe in de Ronde van Spanje. In 1983 werd hij tweede in Parijs-Brussel.
Daniel Rossel is een oom van wielrenner Kenny Terweduwe.

## Belangrijkste overwinningen
1978
- Ronde van Vlaanderen (Junioren)

1984
- Le Samyn
- 16e etappe Ronde van Spanje

## Resultaten in voornaamste wedstrijden
| Jaar | Ronde van Italië | Ronde van Frankrijk | Ronde van Spanje |
| ---- | ---------------- | ------------------- | ---------------- |
| 1983 |                  |                     |                  |
| 1984 |                  |                     | opgave (1)       |

| Jaar | Brussels Cycling Classic |
| ---- | ------------------------ |
| 1983 | Zilver                   |
| 1984 |                          |

Baeyens · De Cnijf · Dernies · Godimus · Govaerts · Haghedooren ·  Ilegems · Lieckens · McKenzie · Onnockx ·  Rossel · Schepers · Sergeant ·  Van Eynde ·  Van Oyen
Appeldoorn · 
Bogaert · 
Daems · 
De Beule · 
De Cnijf · 
Jonkers · 
Krikilion · 
Nevels · 
Nieuwdorp · 
Rossel · 
Smit · 
Tak · 
van Vlimmeren · 
Verleyen · 
Wekema